# Port lotniczy Płowdiw
Port lotniczy Płowdiw – port lotniczy położony 12 km na południowy wschód od Płowdiw, w Bułgarii. W 2004 obsłużył 37 813 pasażerów.

## Kierunki lotów i linie lotnicze
| Linia lotnicza       | Kierunek                                                                 |
| -------------------- | ------------------------------------------------------------------------ |
| BH Air               | Sezonowe czartery: 1. Antalya                                            |
| European Air Charter | Sezonowe czartery: 1. Antalya 2. Bodrum 3. Dżerba 4. Enfidha 5. Hurghada |
| Jet2.com             | Sezonowe czartery: 1. Belfast-International                              |
| Ryanair              | 1. Londyn-Stansted Sezonowo: 1. Manchester                               |
| SunExpress           | Sezonowe czartery: 1. Antalya 2. Izmir                                   |
| Wizz Air             | 1. Londyn-Luton                                                          |